# Antonio Ferres
Antonio Ferres Bugeda (Madrid, 1º marzo 1924 – Madrid, 11 aprile 2020) è stato uno scrittore spagnolo. Appartenente alla generazione del 50, è ricordato soprattutto come romanziere del realismo sociale, accanto ad autori della sua stessa generazione come Juan García Hortelano, Alfonso Grosso, Rafael Sánchez Ferlosio, Ignacio Aldecoa, Gesù López Pacheco o Armando López Salinas.

## Biografia
Nacque a Madrid nel 1924, dove visse fino al 1964, quando emigrò in Francia, per poi trasferirsi in Messico e negli Stati Uniti. Svolse diversi lavori, ottenendo il titolo di perito industriale, che lo portò a lavorare nei laboratori del Ministero delle Opere Pubbliche, dove lavorava insieme ad Ángeles Gonzáles e Juan García Hortelano. Nel 1956, ottenne il Premio Sésamo grazie al racconto Cine de barrio. Collaborò con riviste spagnole, americane ed europee, e scrisse racconti e opere brevi, come quelle pubblicate in 22 narradores españoles de hoy, un'antologia curata da Félix Grande nel 1971. Nel 1959 pubblicò il suo primo romanzo, La piqueta, sul tema del chabolismo, e, come per altri scrittori che la critica definì sociorealisti, le sue prime opere vennero pubblicate dall'editore Destino, mentre quelle successive dall'editore Seix Barral. Nel 1961, il suo romanzo Al regreso del Boiras fu proibito quando l'editore Carlos Barral tentò di pubblicarlo, per poi apparire nel 1975 in Venezuela (mentre in Spagna rimase inedito fino al 2002). Fu proibito anche Los vencidos, pubblicato in Italia dall'editore Feltrinelli sotto il titolo de I vinti, nel 1962, e fu rieditato in Spagna nel 2005. Nel 1964 ottenne il premio Ciudad de Barcelona, grazie a Con las manos vacías. Fu professore di teoria letteraria fra il 1965 ed il 1976 in alcune università degli Stati Uniti e del Messico.
Dal 1976 risiedeva a Madrid. A partire dal 1997 iniziò a pubblicare poesie (La inmensa llanura, La inmensa llanura no creada e La desolada llanura), senza abbandonare la narrativa in prosa. Una prima parte delle sue memorie apparve nel 2002 sotto il titolo Memorias de un hombre perdido. Riunì i suoi racconti nella raccolta El caballo y el hombre... (2008).
Negli ultimi due decenni, l'editore Gadir ha rieditato le opere più significative della sua prima stagione produttiva, così come alcuni dei suoi ultimi libri.
È deceduto a Madrid, all'età di novantasei anni, l'11 aprile del 2020.

## Opere
- La piqueta (1959)
- Caminando por las Hurdes (1960)
- I vinti (edizione italiana, 1962)
- Con las manos vacías (1964)
- Tierra de olivos (1964)
- Mirada sobre Madrid (1967)
- En el segundo hemisferio (1970)
- Ocho, siete, seis (1972)
- Al regreso del Boiras (1975)
- El colibrí con su larga lengua y otras historias (1977)
- Los años triunfales (1978)
- El gran gozo (1979)
- La vorágine automática (1982)
- Cuentos (1983)
- La muerte reincidente (1990)
- Los confines del reino (1997)
- En la inmensa llanura (1997)
- La inmensa llanura no creada (2000)
- Memorias de un hombre perdido (2002)
- La desolada llanura (2005)
- El torito negro (2005)
- Crónica de amor de un fabricante de perfumes (2007)
- El caballo y el hombre y otros relatos (2008)
- El otro universo (2010)
- París y otras ciudades encontradas (2010)
- La urraca y los días iluminados (2012)
- El libro de los cambios y las hojas (2013)
- El color amaranto (2017)
- Madrid revisitado, con Gloria Fernández Sánchez. (2018)

Sull'autore
- Pablo Gil Casado, La novela social española. Barcelona: Editorial Seix Barral, 1968, pp. 177-189 y passim.
- José María Martínez Cachero, La novela española entre 1936 y el fin de siglo. Historia de una aventura. Madrid: Editorial Castalia, 1997, passim.
- Santos Sanz Villanueva, Diez novelistas españoles de postguerra: siete olvidados y tres raros. Madrid, Marenostrum Comunicación, 2010
- Domingo Ynduráin (Francisco Rico Ed.), Historia y crítica de la literatura española: época contemporánea (1939-1980). Barcelona: Editorial Crítica, 1980, passim.
- Francisco García Olmedo, Buscando a Antonio Ferres, Gadir, 2015.